# Pseudasteron simile
Genre
Espèce
Pseudasteron simile, unique représentant du genre Pseudasteron, est une espèce d'araignées aranéomorphes de la famille des Zodariidae.

## Distribution
Cette espèce est endémique du Queensland en Australie.

## Description
Le mâle holotype mesure 2,60 mm et la femelle paratype 2,86 mm.

## Publication originale
- Jocqué & Baehr, 2001 : Revisions of genera in the Asteron-complex (Araneae: Zodariidae). Asteron Jocqué and the new genus Pseudasteron. Records of the Australian Museum, vol. 53, p. 21-36 (texte intégral).